# Aribe
Aribe en basque ou Arive en espagnol est une ville et une municipalité dans la province de la Navarre ou Communauté Forale de Navarre dans le Nord de l'Espagne dans la comarque d'Auñamendi.
Elle est située dans la zone bascophone de la province où la langue basque est coofficielle avec l'espagnol. Le secrétaire de mairie est aussi celui de Garaioa et Hiriberri-Villanueva de Aezkoa.

## Démographie
| Évolution démographique                               | Évolution démographique | Évolution démographique | Évolution démographique | Évolution démographique | Évolution démographique | Évolution démographique | Évolution démographique | Évolution démographique | Évolution démographique | Évolution démographique |
| 1996                                                  | 1998                    | 1999                    | 2000                    | 2001                    | 2002                    | 2003                    | 2004                    | 2005                    | 2006                    | 2007                    |
| ----------------------------------------------------- | ----------------------- | ----------------------- | ----------------------- | ----------------------- | ----------------------- | ----------------------- | ----------------------- | ----------------------- | ----------------------- | ----------------------- |
| 70                                                    | 67                      | 63                      | 60                      | 62                      | 63                      | 62                      | 62                      | 62                      | 62                      | 61                      |
| Sources: Aribe et instituto de estadística de navarra |                         |                         |                         |                         |                         |                         |                         |                         |                         |                         |

## Division linguistique
En accord avec Loi forale 18/1986 du 15 décembre sur le basque, la Navarre est linguistiquement divisée en trois zones. Cette municipalité fait partie de la zone bascophone où l'utilisation du basque y est majoritaire. Le basque et le castillan sont utilisés dans l'Administration publique, les médias, les manifestations culturelles et en éducation cependant l'usage courant du basque y est présent et encouragé le plus souvent.

### Sources
- (es) Cet article est partiellement ou en totalité issu de l’article de Wikipédia en espagnol intitulé « Arive » (voir la liste des auteurs).